# Universidade de Iorque

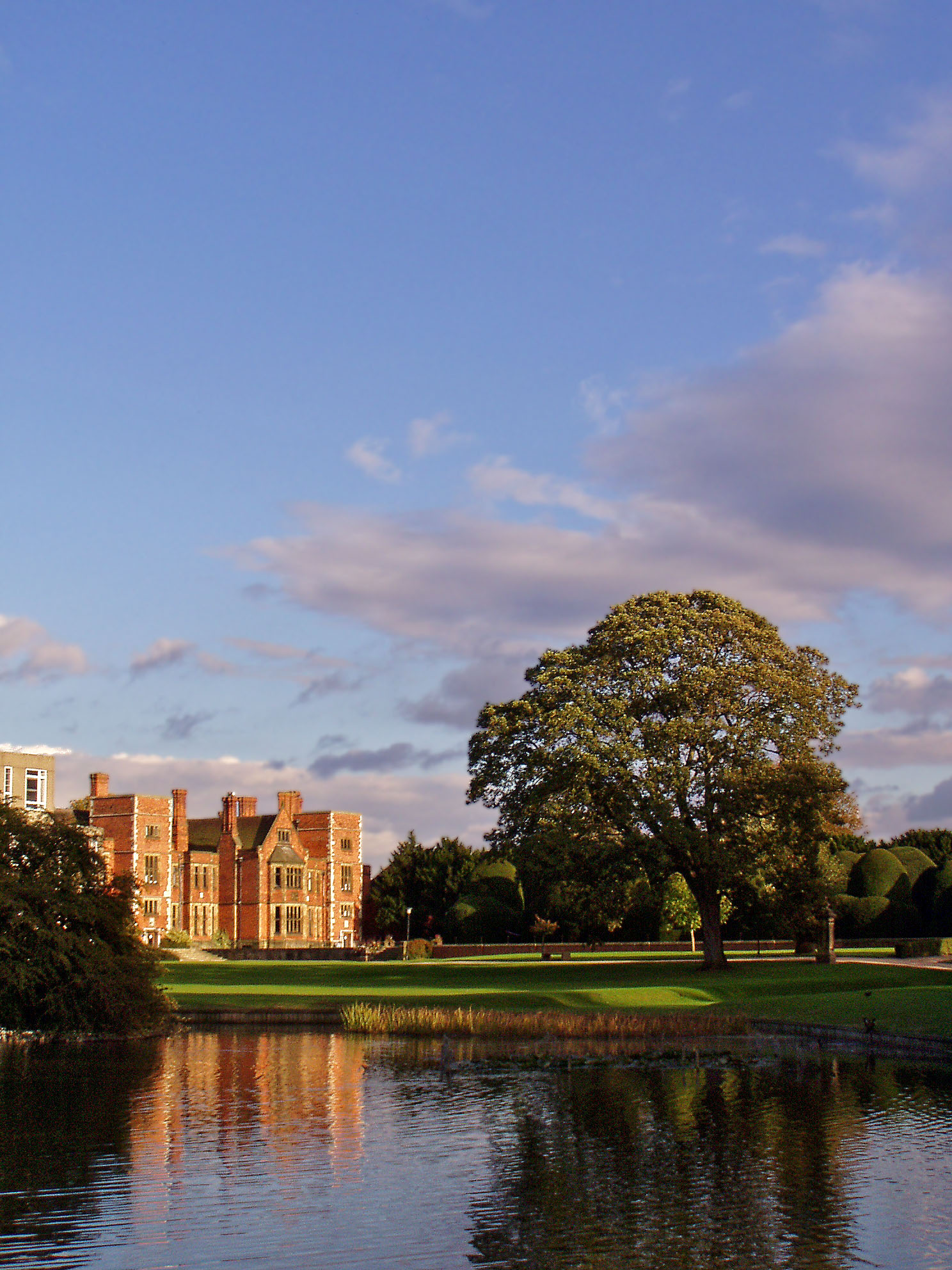
Heslington Hall

Uma das principais universidades do Reino Unido, a Universidade de Iorque (University of York) localiza-se em Iorque, Inglaterra, e foi fundada em 1963. Mais de trinta departamentos e centros cobrem uma vasta gama de assuntos nas artes, nas ciências sociais, na ciência e na tecnologia. Alguns estudantes vivem na residência estudantil universitária. O campus ajardinado foi construído em meados dos anos 1960, nos arredores da cidade medieval, ao lado da vila de Heslington. O campus é a sede do Parque de Ciência de Iorque e do Centro Nacional de Aprendizagem da Ciência. A universidade usa também um número de edifícios históricos no centro de cidade. Presente consistentemente entre as dez melhores universidades em ensino, Iorque tem também uma taxa baixa de evasão estudantil e uma forte reputação em pesquisa acadêmica. Uma curiosidade sobre a universidade é que muitos alunos bem-sucedidos estudaram lá, incluindo o ex-presidente de Portugal, Aníbal António Cavaco Silva

## Colégios
Existem 9 colégios na universidade de Iorque, e cada aluno é feito membro de um colégio após a sua entrada neste estabelecimento de ensino. Durante o primeiro ano de curso à maioria dos alunos é oferecida acomodação no colégio de que fazem parte. Cada colégio também inclui serviços de apoio próprios, assim como equipas de desporto que competem anualmente com equipas de outros colégios. Os colégios organizam também vários eventos sociais ao longo do ano. Cada colégio é dirigido por um director ('Provost'). Os nove colégios estão distribuídos ao longo do campus, e certos departamentos que não possuem o seu próprio edifício utilizam salas disponíveis nos edifícios dos colégios.
Os nove colégios da universidade são:
- Goodricke College
- Vanburgh College
- Langwith College
- Derwent College
- Alcuin College
- James College
- Wentworth College (apenas para alunos de pós-graduação)
- Halifax College (o maior colégio)
- Constantine College